# Catedral da Anunciação (Moscovo)
A Catedral da Anunciação (em russo: Благовещенский собор; romaniz.: Blagoveixtxenski sobor) é uma catedral ortodoxa situada no recinto do Kremlin de Moscovo, dedicada à Anunciação de Maria.
Foi construída na praça das Catedrais (praça Sobornaya) pelos arquitetos de Pskov entre 1484 e 1489. O edifício foi erigido sobre o terreno de uma antiga catedral do século XIV do mesmo nome, que havia sido reconstruído em 1416. Inicialmente, a Catedral da Anunciação tinha três cúpulas (duas das quais construídas por volta de 1572). Foram acrescentadas outras, em três das suas fachadas. Entre 1562 e 1564 foram construídas quatro capelas laterais rematadas com cúpulas. 